# Calabazas (Yabucoa)
Calabazas es un barrio ubicado en el municipio de Yabucoa en el estado libre asociado de Puerto Rico. En el Censo de 2010 tenía una población de 7675 habitantes y una densidad poblacional de 283,19 personas por km².

## Geografía
Calabazas se encuentra ubicado en las coordenadas 18°3′16″N 65°54′43″O / 18.05444, -65.91194. Según la Oficina del Censo de los Estados Unidos, Calabazas tiene una superficie total de 27.1 km², que corresponden a tierra firme.

## Demografía
Según el censo de 2010, había 7675 personas residiendo en Calabazas. La densidad de población era de 283,19 hab./km². De los 7675 habitantes, Calabazas estaba compuesto por el 61.97% blancos, el 12.89% eran afroamericanos, el 0.63% eran amerindios, el 0.16% eran asiáticos, el 15.53% eran de otras razas y el 8.83% pertenecían a dos o más razas. Del total de la población el 99.67% eran hispanos o latinos de cualquier raza.